# Luís de Albuquerque Couto dos Santos
Luís de Albuquerque Couto dos Santos (Porto, 1896 - ?) foi um engenheiro, correio-mor e professor universitário português.

## Biografia
Luís de Albuquerque Couto do Santos nasceu na cidade do Porto a 10 de agosto de 1896.
Representava, no seio da sua família, a 3.ª geração de professores do ensino superior porque era filho de Luís Couto dos Santos (1872-1912), professor de Eletrotecnia da Faculdade Técnica e da Faculdade de Engenharia da Universidade do Porto, e neto de Joaquim de Azevedo Albuquerque (1839-1912), lente de Mecânica Racional e Cinemática na Academia Politécnica do Porto.
Primeiramente, fez os seus estudos no Colégio da Boavista (1908-1913) e depois partiu para Bruxelas onde começou a estudar engenharia, contudo o eclodir da Primeira Guerra Mundial, em 1914, força-o a voltar a Portugal.
Uma vez na cidade do Porto, faz os preparatórios na Faculdade de Ciências da Universidade do Porto (1917) e, concluídos, entra na Faculdade de Engenharia da Universidade do Porto terminando o curso em 1920.
A sua atividade docente começa ainda no tempo de estudante tendo sido 2.º assistente de Física na Faculdade de Ciências (1918-1920) e regente da cadeira de Desenho por impedimento do professor Paulo Ferreira, seu titular, durante o ano letivo de 1919-1920.
Foi 2.º assistente do grupo de Eletrotecnia entre 1920 e 1929 e ficou encarregado da regência da cadeira "Medidas Elétricas" a partir de 1923. Neste contexto, organizou e pôs em funcionamento do Laboratório Eletrotécnico e publicou as seguintes obras:
- Trabalhos Práticos de Medidas Elétricas (1923);
- Lições de Medidas Elétricas (1924).

Entre 1929 e 1932  foi chefe de Gabinete de João Antunes Guimarães, Ministro do Comércio e Comunicações, chefiou as Oficinas da Companhia Carris de Ferro do Porto, foi engenheiro-inspetor das Obras da Santa Casa da Misericórdia do Porto, secretário da Associação dos Engenheiros Civis do Norte de Portugal e, desde 1932, comissário do governo junto das companhias reunidas de Gás e Eletricidade de Lisboa.
Desempenhou o cargo de Administrador Geral dos Correios, Telégrafos e Telefones entre 1933 e 1965, tendo a sua administração ficado marcada pela renovação na área das comunicações.
Em 1947 recebe o título de correio-mor reinstituído pela reforma de 1947. Luís Albuquerque integrou o Conselho Superior de Obras Públicas e a Junta Nacional de Educação. Foi distinguido com a Ordem da Coroa de Itália e com a Ordem de Isabel a Católica de Espanha, assim como com a medalha de bons serviços da Legião Portuguesa (Estado Novo).